# Nathalee Aranda
Nathalee Joane Aranda Robinson de Chambers, talvolta riportata come Natalie Aranda (Colón, 22 febbraio 1995), è una lunghista panamense.

## Biografia
Aranda è stata attiva sin da giovanissima nelle competizioni regionali centro-americane sia come lunghista che come velocista nelle gare singole o in staffetta. Dopo aver migliorato nelle edizioni le prestazioni ed il piazzamento, ha debuttato internazionalmente nel 2015 alle Universiadi di Gwangju e ai Campionati sudamericani in Perù. Tra i suoi successi al di fuori del Centro America si elencano - in ordine cronologico: la medaglia d'oro ai Giochi bolivariani 2017, la medaglia di bronzo ed il nuovo record nazionale ai Giochi sudamericani 2018, la medaglia d'oro ed il record nazionale ai Campionati sudamericani indoor 2020 e la medaglia di bronzo ai Campionati sudamericani 2021.

Nel 2021, grazie alle sue prestazioni stagionali Aranda ha raggiunto il 32 posto del ranking mondiale e si è qualificata ai Giochi olimpici di Tokyo 2020, dove non ha superato la fase di qualificazione.
È cugina del lunghista Irving Saladino, campione olimpico di Pechino 2008 .

## Record nazionali
Seniores
- Salto in lungo: 6,60 m  ( Cochabamba, 6 giugno 2018)
- Salto in lungo indoor: 6,58 m ( Cochabamba, 1º febbraio 2020)

## Palmarès
Di seguito sono riportati solo i risultati ottenuti nella disciplina del salto in lungo con cui ha partecipato alle maggiori competizioni extra-regionali.
| Anno | Manifestazione                 | Sede          | Evento         | Risultato | Prestazione | Note             |
| ---- | ------------------------------ | ------------- | -------------- | --------- | ----------- | ---------------- |
| 2011 | Campionati centroamericani     | San José      | Salto in lungo | Bronzo    | 5,68 m      |                  |
| 2011 | Campionati sudamericani U20    | Medellín      | Salto in lungo | 4ª        | 5,58 m      |                  |
| 2012 | Campionati centroamericani     | Managua       | Salto in lungo | Argento   | 5,41 m      |                  |
| 2012 | Campionati sudamericani U18    | Mendoza       | Salto in lungo | 11ª       | 4,95 m      |                  |
| 2013 | Giochi centroamericani         | San José      | Salto in lungo | Argento   | 5,58 m      |                  |
| 2013 | Campionati centroamericani     | Managua       | Salto in lungo | Argento   | 5,79 m      |                  |
| 2013 | Campionati panamericani U20    | Medellín      | Salto in lungo | 7ª        | 5,81 m      |                  |
| 2013 | Campionati sudamericani U18    | Resistencia   | Salto in lungo | Bronzo    | 5,90 m      |                  |
| 2014 | Campionati centroamericani U20 | Managua       | Salto in lungo | Oro       | 5,56 m      |                  |
| 2014 | Campionati CAC U20             | Morelia       | Salto in lungo | Bronzo    | 5,82 m      |                  |
| 2014 | Campionati sudamericani U23    | Montevideo    | Salto in lungo | 9ª        | 5,63 m      |                  |
| 2015 | Campionati sudamericani        | Lima          | Salto in lungo | 9ª        | 5,33 m      |                  |
| 2015 | Universiadi                    | Gwangju       | Salto in lungo | 19ª (q)   | 5,72 m      |                  |
| 2016 | Campionati centroamericani     | San Salvador  | Salto in lungo | Argento   | 5,88 m      |                  |
| 2017 | Campionati centroamericani     | Tegucigalpa   | Salto in lungo | Oro       | 6,21 m      |                  |
| 2017 | Giochi bolivariani             | Santa Marta   | Salto in lungo | Oro       | 6,46 m      |                  |
| 2017 | Giochi centroamericani         | Managua       | Salto in lungo | Oro       | 6,17 m      |                  |
| 2018 | Giochi sudamericani            | Cochabamba    | Salto in lungo | Bronzo    | 6,60 m      | Record nazionale |
| 2018 | Giochi CAC                     | Barranquilla  | Salto in lungo | 5ª        | 6,43 m      |                  |
| 2019 | Campionati sudamericani        | Lima          | Salto in lungo | 4ª        | 6,25 m      |                  |
| 2019 | Campionati centroamericani     | Managua       | Salto in lungo | Oro       | 6,39 m      |                  |
| 2019 | Giochi panamericani            | Lima          | Salto in lungo | 4ª        | 6,55 m      |                  |
| 2020 | Campionati sudamericani indoor | Cochabamba    | Salto in lungo | Oro       | 6,58 m      | Record nazionale |
| 2021 | Campionati sudamericani        | Guayaquil     | Salto in lungo | Bronzo    | 6,34 m      |                  |
| 2021 | Campionati centroamericani     | Managua       | Salto in lungo | Oro       | 6,18 m      |                  |
| 2021 | Giochi olimpici                | Tokyo         | Salto in lungo | 27ª (q)   | 6,12 m      |                  |
| 2022 | Giochi sudamericani            | Asunción      | Salto in lungo | 4ª        | 6,04 m      |                  |
| 2025 | Campionati sudamericani        | Mar del Plata | Salto in lungo | 5ª        | 6,33 m      |                  |